# واینینگز (گرجیا)
واینینگز (به انگلیسی: Vinings) یک منطقهٔ مسکونی در ایالات متحده آمریکا است که در شهرستان کاب، جورجیا واقع شده‌است. واینینگز ۸٫۵ کیلومتر مربع مساحت و ۹٬۷۳۴ نفر جمعیت دارد و ۲۷۹ متر بالاتر از سطح دریا واقع شده‌است.